# ماتنما
ماتنما (به لاتین: Matnema) یک منطقهٔ مسکونی در روسیه است که در استان آرخانگلسک واقع شده‌است.